# Constitution de la Serbie
Lire en ligne

Texte de la Constitution sur ... Site de l'université de Montpellier : français ;
 Site de la Cour constitutionnelle : en serbe-latin, en anglais ;
 Site du gouvernement :  serbe-latin, serbe-cyrillique, anglais (choisir la langue) ;
 Sur Wikisource : serbe-cyrillique, anglais.

Constitution de 2006
La constitution serbe de 2006 (en serbe : Устав Србије од 2006. године et Ustav Srbije od 2006. godine) a été adoptée par référendum les 28 et 29 octobre 2006. Elle fut proclamée officiellement par le Parlement de Serbie le 8 novembre 2006 en remplacement de la charte constitutionnelle de Serbie-et-Monténégro de 1990, en raison de l'indépendance du Monténégro et la disparition de l'ancienne république de Serbie (remplacée par l'actuelle Serbie indépendante), à la suite de la dissolution de la Serbie-et-Monténégro en 2006. Les précédentes constitutions avaient été adoptées durant les périodes de la principauté et du royaume de Serbie en 1835, 1838, 1869, 1888, 1901 et 1903, et, concernant la république socialiste de Serbie, en 1947, 1963 et 1974.

## Contenu
Dans le préambule de la constitution, le Kosovo est défini comme une « partie intégrante » de la Serbie possédant une « autonomie fondamentale ». Le premier article définit la Serbie comme « l'État du peuple serbe et de tous les citoyens ». Pour la première fois depuis 1918, la Serbie est définie comme un État indépendant.
Parmi les 200 autres articles, certains garantissent les droits de l'homme, les droits des minorités, l'abolition de la peine de mort et l'interdiction du clonage humain. D'autres articles accordent une certaine autonomie politique et économique à la Voïvodine. Enfin, l'alphabet cyrillique est défini comme le seul alphabet officiel de l'État tandis que des dispositions sont accordées pour favoriser l'usage des langues minoritaires au niveau local.

## Différences entre les constitutions de 1990 et de 2006
- Seules les propriétés privées, d'entreprises et publiques sont reconnues ; les « atouts sociaux » sont abolis et fondus dans le privé.
- Les citoyens étrangers sont autorisés à devenir propriétaire.
- Le président de Serbie devient commandant-en-chef de l'Armée serbe.
- La constitution mentionne pour la première fois les « valeurs et standards européens ».
- La Banque nationale de Serbie acquiert une indépendance complète.
- La Voïvodine reçoit le statut de région économique autonome.
- L'hymne serbe Bože Pravde est adopté officiellement.
- Une attention particulière est accordée aux droits des consommateurs, des mères, des enfants et des minorités.
- La presse bénéficie d'une plus grande liberté de parole.
- La langue officielle redevient le serbe en lieu et place du serbo-croate.